# Jättesolfågel
Jättesolfågel (Dreptes thomensis) är den största fågelarten i tättingfamiljen solfåglar. Den förekommer endast på ön São Tomé i afrikanska Guineabukten där den är hotad.

## Utseende och läten
Jättesolfågeln är som namnet avslöjar en mycket stor solfågel, med kroppslängden 15–17 cm störst av alla solfåglar. Fjäderdräkten är övervägande svart med djupblå och purpurfärgad glans. Vidare har den ljusgul undergump, lång kilformad stjärt med vita spetsar och en lång nedåtböjd näbb. Bland lätena hörs hårda "chik chik" och blandade serier med både hårda och mjuka toner.

## Utbredning och systematik
Jättesolfågeln förekommer enbart på ön São Tomé i Guineabukten. Den placeras som enda art i släktet Dreptes och behandlas som monotypisk, det vill säga att den inte delas in i några underarter.

## Status
Jättesolfågeln har ett begränsat utbredningsområde och beståndet uppskattas till endast mellan 250 och 1000 vuxna individer. Den tros dessutom minska i antal. Internationella naturvårsunionen IUCN kategoriserar arten som sårbar.